# Jeorjos Paris
Jeorjos Paris (gr. Γεώργιος Παρρής, ur. 27 grudnia 1950 na wyspie Siros) – grecki lekkoatleta, płotkarz, wicemistrz igrzysk śródziemnomorskich, olimpijczyk.
Specjalizował się w biegu na 400 metrów przez płotki. Wystąpił w nim na mistrzostwach Europy w 1974 w Rzymie, ale odpadł w eliminacjach.
Zdobył srebrny medal w biegu na 400 metrów przez płotki na igrzyskach śródziemnomorskich w 1975 w Algierze, za Francuzem Jeanem-Claude’em Nalletem, a przed swym rodakiem Stawrosem Dziordzisem, a także zajął 4. miejsce w sztafecie 4 × 400 metrów. Odpadł w półfinale biegu na 400 metrów przez płotki na igrzyskach olimpijskich w 1976 w Montrealu i na mistrzostwach Europy w 1978 w Pradze.
Odnosił sukcesy w mistrzostwach krajów bałkańskich, zwyciężając w biegu na 400 metrów przez płotki w latach 1975–1977.
Paris był rekordzistą Grecji w biegu na 400 metrów przez płotki z wynikiem 49,63 s, osiągniętym 1 lipca 1972 w Pireusie oraz trzykrotnym rekordzistą w sztafecie 4 × 400 metrów, do wyniku 3:07,37, uzyskanego 30 sierpnia 1975 w Algierze.

## Rekordy życiowe
Rekordy życiowe Parisa:
- bieg na 400 metrów przez płotki – 49,63 s (1 lipca 1976, Pireus)